# Far Eastern Wind
Far Eastern Wind（ファー・イースタン・ウィンド）とは、2008年2月から同年9月にかけて発表された小室哲哉のコンセプト・アルバムシリーズ。発売元は配信盤ではTKCOMとSyn Songsによる共同配信、CD盤ではavex trax。

## 構成
1. Far Eastern Wind - Winter （2008年2月13日）
2. Far Eastern Wind - Spring （2008年3月5日）
3. Arashiyama （2008年4月30日）
4. Far Eastern Wind - Summer （2008年7月23日）
5. Far Eastern Wind - Autumn （2008年9月10日）
6. 五常 （2012年3月28日）

「Far Eastern Wind」Complete形態に収録。1曲73分に及ぶ。

## 解説
構想のきっかけはKEIKOの実家の近くの寺で演奏を行った事。そこから、「新しい音色を見つけたい」という思いが芽生えた。Pro Toolsを録音モードにした後、そのままにして即興演奏するスタイルをとった（「Arashiyama」のみ、原田大三郎によるPVが先に出来上がっていた為、小室が映像を見ながらマッチングさせていく手法で制作した）。
キース・ジャレットの「ザ・ケルン・コンサート」を意識し、ブライアン・イーノへの憧憬、「四季」「和」「ヒット曲の定説である『ポップでフックがあって、耳に残るもの』とは正反対の『耳に残らない空気みたいな感じ』『生活環境にすんなり入る音色』『光熱費の中に組み込まれる音楽』を突き詰める」をコンセプトに作られた。
2008年にかけてiTunes Store配信限定で全世界同時発売された。
メインとして使用されたシンセサイザーはVirus Indigo TI Polar・Nord Lead 3。
2012年3月28日にデジタルリマスタリングが施されたCD盤が「Far Eastern Wind -Complete-」「Far Eastern Wind -Spring / Summer-」「Far Eastern Wind -Autumn / Winter-」の3形態でリリースされた。

## 共通スタッフ
- レコーディングエンジニア・ミキシング・プログラミング：岩佐俊秀・佐竹央行（佐竹はノークレジット）
- マスタリング:前田康二
- ジャケットデザイン:原田大三郎（配信盤を担当）